# Miasto Jastrebarsko
Miasto Jastrebarsko (chorw. Grad Jastrebarsko) – jednostka administracyjna w Chorwacji, w żupanii zagrzebskiej. W 2011 roku liczyła 15 866 mieszkańców.